# Alter Thomas

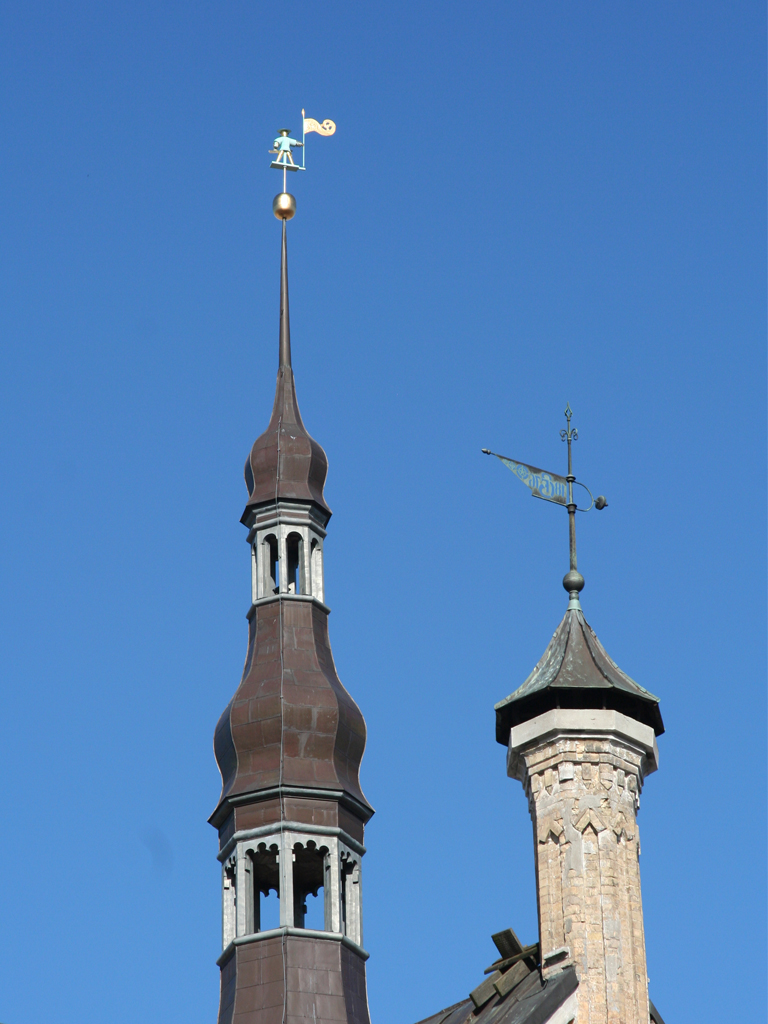
Der „Alte Thomas“ auf der Spitze des Tallinner Rathausturms

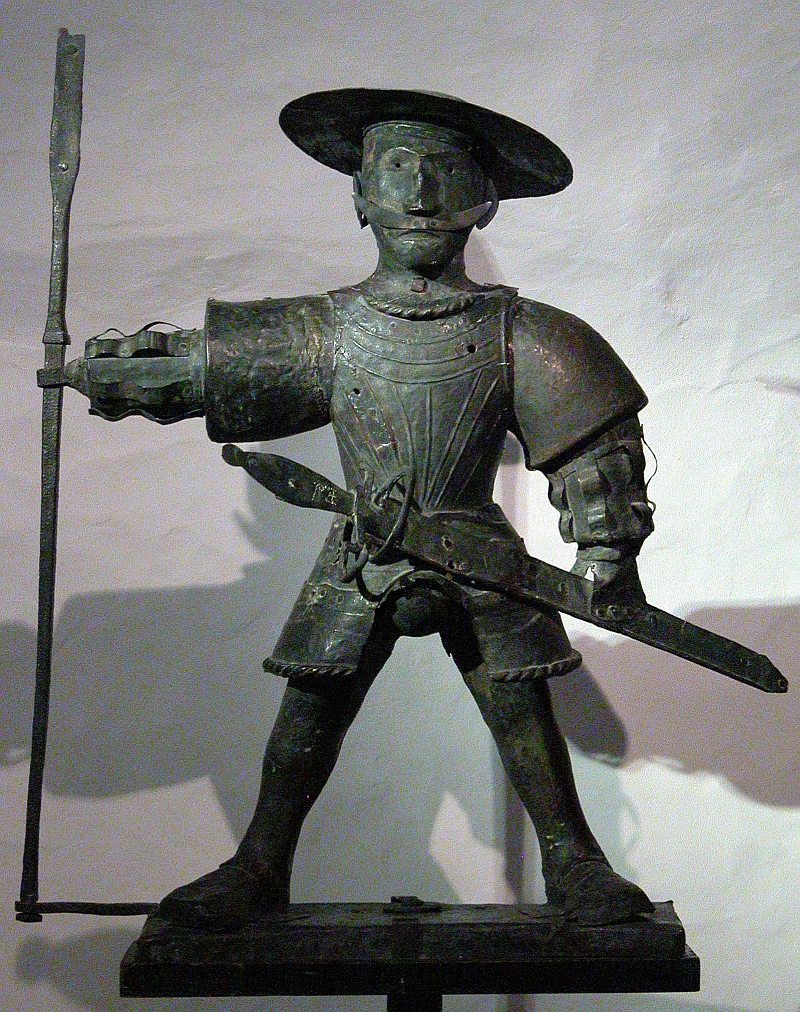
Original des „Alten Thomas“ von 1530

Alter Thomas (estnisch Vana Toomas) ist der Name einer Figur auf dem Rathausturm von Tallinn. Sie stellt einen Stadtsoldaten des 16. Jahrhunderts dar. Die seit 1530 urkundlich belegte Wetterfahne ist eines der Wahrzeichen der estnischen Hauptstadt.

## Bedeutung
Der Alte Thomas wacht seit fast fünfhundert Jahren über die Unterstadt von Tallinn (deutsch Reval). Der Stadtknecht (oder Landsknecht) ist ein populärer Sympathieträger und eine Art Maskottchen der historischen Altstadt.

## Beschreibung
Der Stadtsoldat mit breikrempigem Hut, dem Schnurrbart und Rüstung steht breitbeinig da. In seiner rechten Hand hält er eine geschwungene Fahne. Am Gürtel steckt ein langes Schwert.
Von seiner Position auf dem 64 Meter hohen Rathausturm wacht er über die Hansestadt.

## Figur
Die ursprüngliche vergoldete Figur aus Kupfer stammt aus dem Jahr 1530. Es war wahrscheinlich der estnische Volksmund, der sie liebevoll Alter Thomas taufte.
Über die Herkunft des Namens und historische Vorbilder entstanden zahlreiche Legenden. Die Bevölkerung sah in dem Schutzmann einen, der aus dem Volk kommt.
In Wirklichkeit beschloss der Rat der Stadt im ersten Drittel des 16. Jahrhunderts, seinen Stadtsoldaten ein Denkmal zu setzen, und ersetzte die alte Wetterfahne des Rathausturms, über die keine Belege mehr existieren, durch den Alten Thomas.
Urkundlich wurde die Figur erstmals 1530 erwähnt. Im Rechnungsbuch des Rates ist festgehalten, dass ein Jochim Meler für die Vergoldung des Alten Thomas eine Vergütung erhielt.

## Erneuerungen
Der Alte Thomas wurde bei der jeweiligen Erneuerung des Turmhelms in den Jahren 1627, 1781 und 1896 immer wieder an dessen Spitze gesetzt.
Bei dem verheerenden Angriff der sowjetischen Luftwaffe auf die Tallinner Altstadt am 9. März 1944 fing auch der Rathausturm Feuer. Dabei wurde die historische Figur stark beschädigt. 1952 wurde der Turmhelm erneuert, mit einer Kopie des Alten Thomas auf seiner Spitze. Er ist ein Werk der Künstlerinnen Salme Raunam (1921–2008) und Liidia Elken (1924–2014) sowie des Kunstschmieds Elmar Eigo (1914–1994). 
1996 wurde der Turmhelm erneuert und am 25. Juli mit einem neuen Exemplar des Alten Thomas versehen. Den „Enkel“ der ursprünglichen Figur entwarf der Architekt Teddy Böckler (1930–2005).
Das Original des Alten Thomas aus dem 16. Jahrhundert wird im Keller des Tallinner Rathauses verwahrt. Die Kopie von 1952 ist im Tallinner Stadtmuseum ausgestellt.

## Künstlerische Inspiration und Vermarktung
Der Alte Thomas hat immer wieder zu Geschichten und Legenden inspiriert. Der estnische Schriftsteller Gert Helbemäe (1913–1974) veröffentlichte 1944 seinen Kinderroman Vana Toomas. Im sowjet-estnischen Musikfilm Varastati Vana Toomas („Der Alte Thomas wurde gestohlen“) von 1970 steigt der Stadtknecht, gespielt vom estnischen Schauspieler Kaljo Kiisk (1925–2007), vom Turm auf den Rathausplatz herunter, um ein verliebtes Pärchen vor einer Motorradgang zu beschützen.
Heute ist der Alte Thomas ein beliebtes Motiv für Tallinn-Souvenirs und wird weithin kommerzialisiert. Er dient als plakativer historisierender Name für Cafés, Bars, eine Eiscreme-Sorte und weitere Produkte.

## Bilder

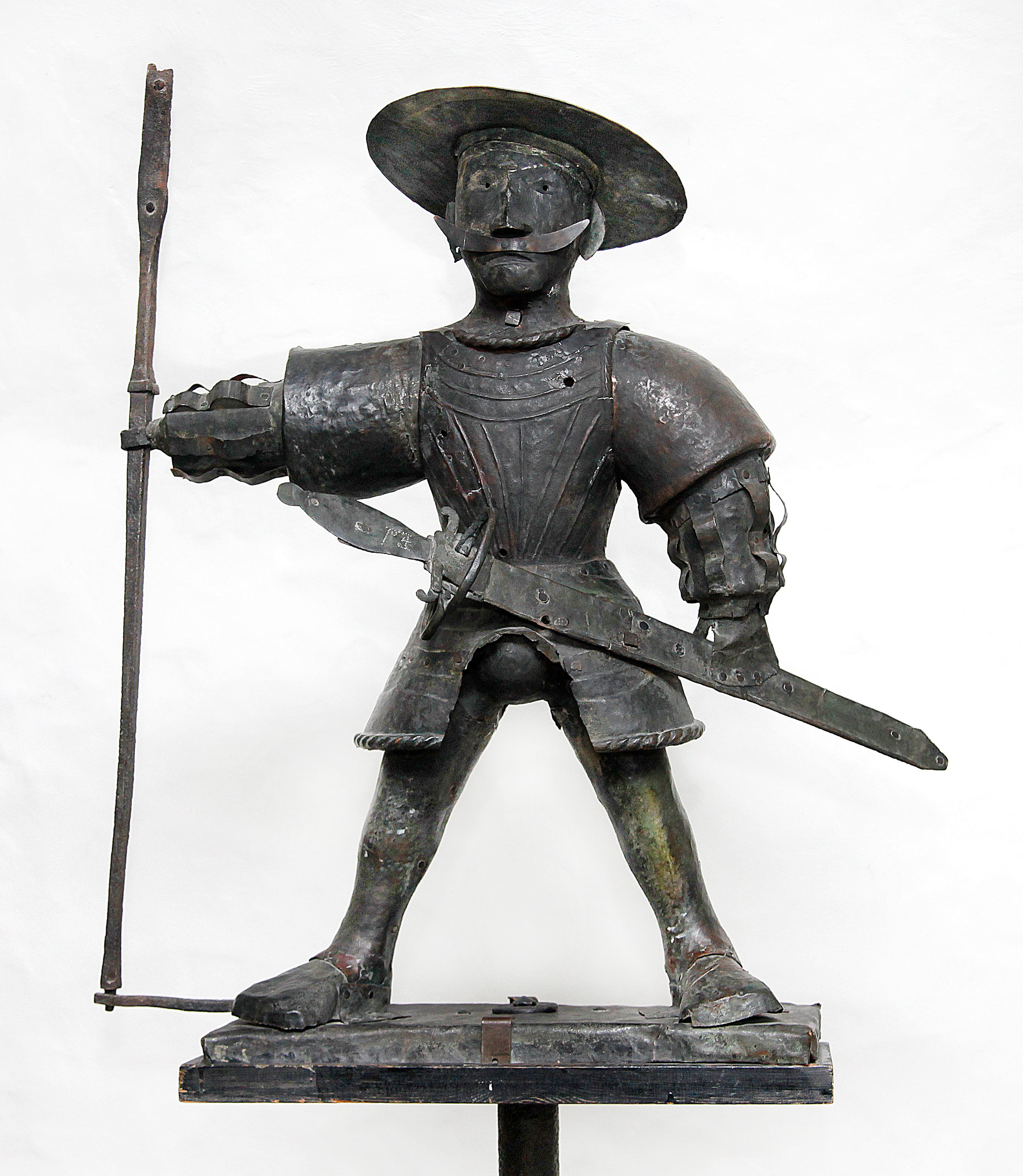
Original von 1530
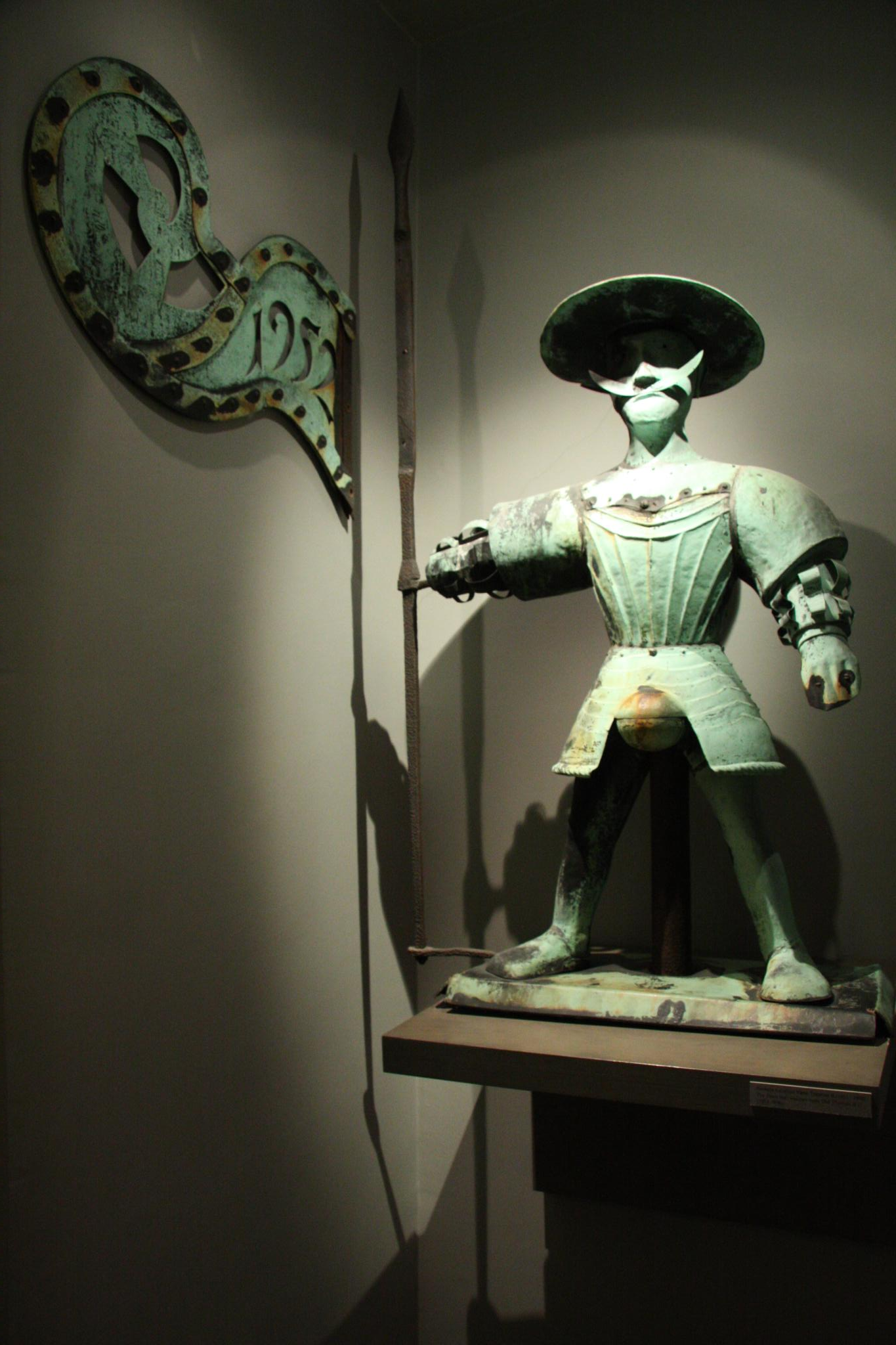
Figur von 1952
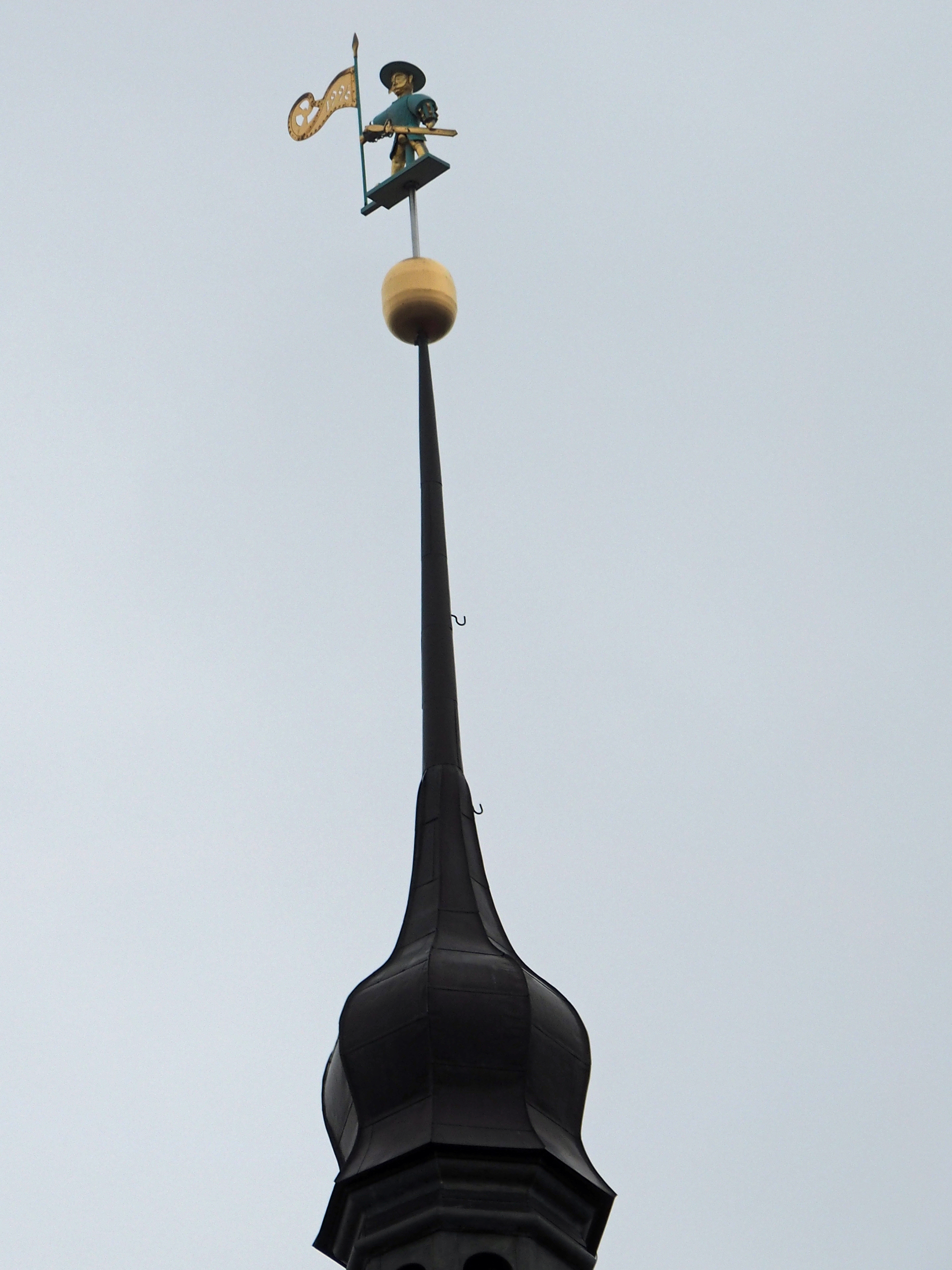
Heutiger Alter Thomas von 1996
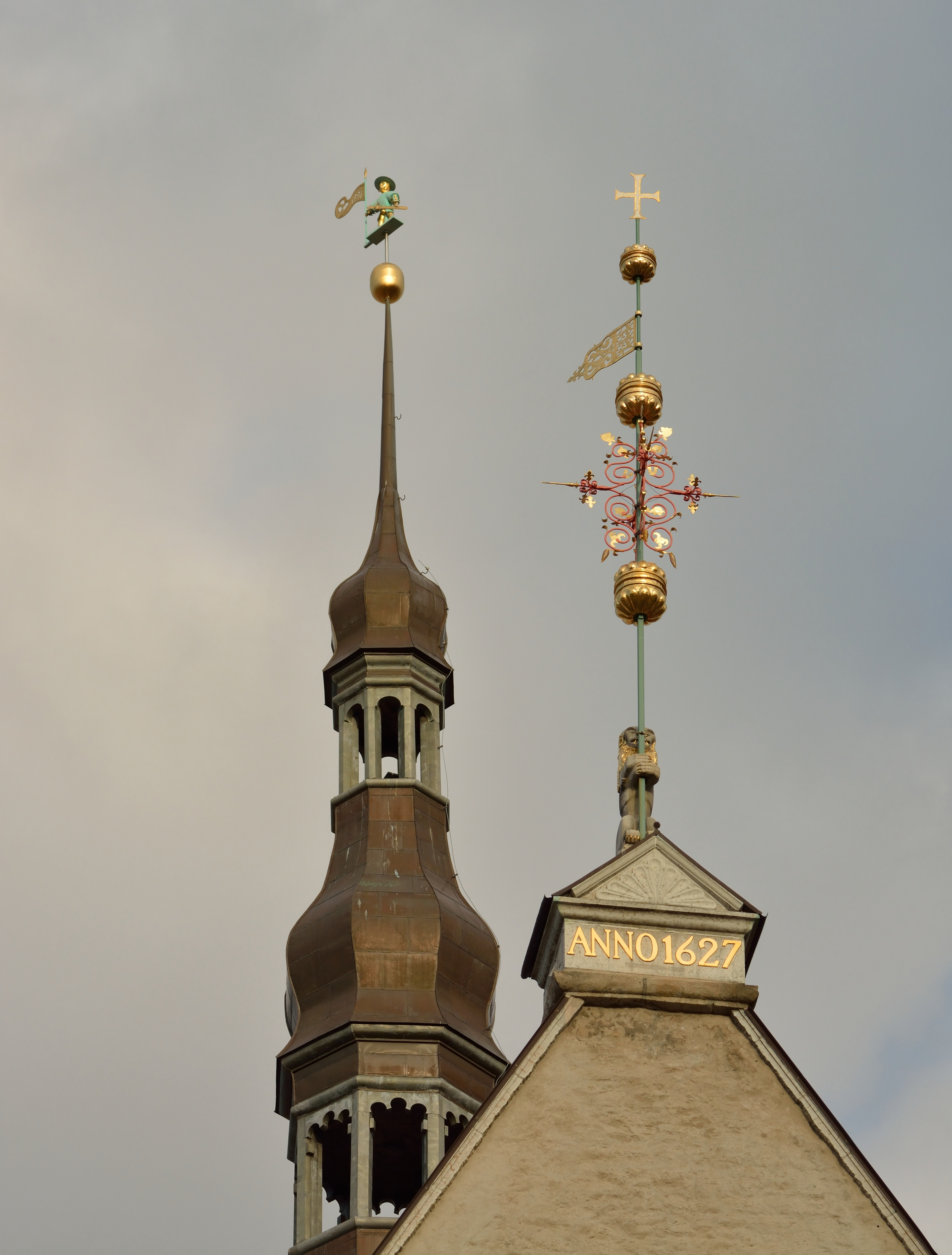
Rathausspitzen
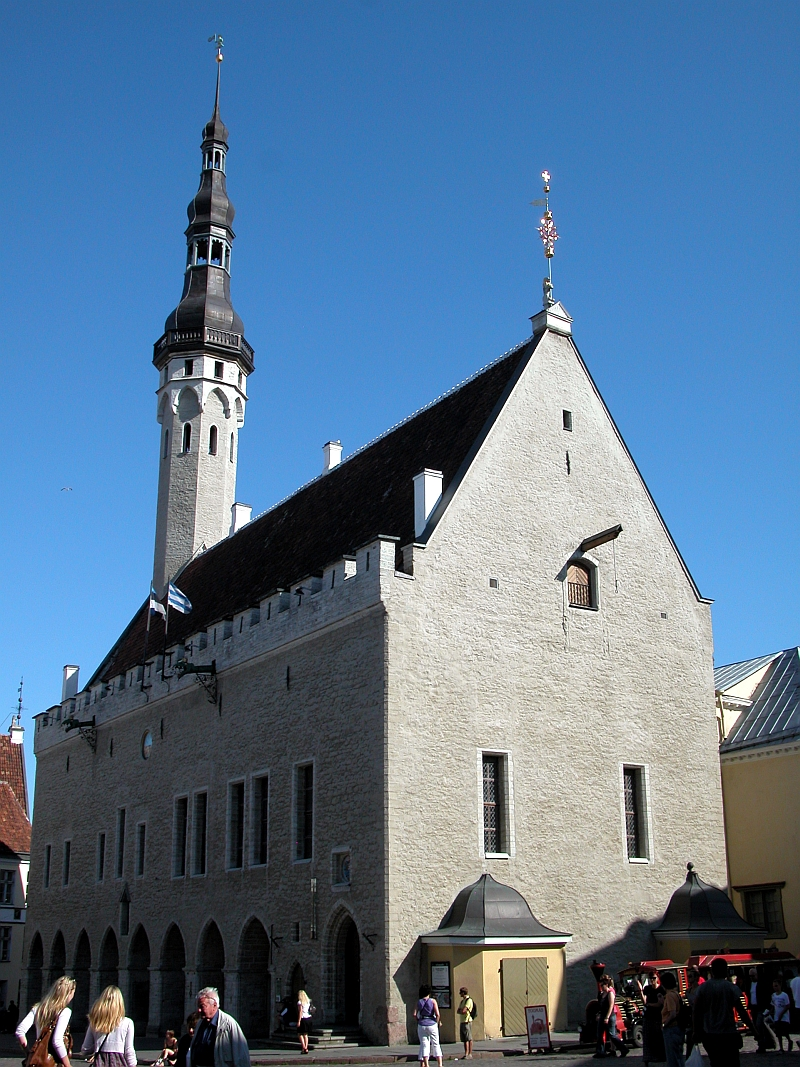
Tallinner Rathaus